# Andrea dell’Aqua

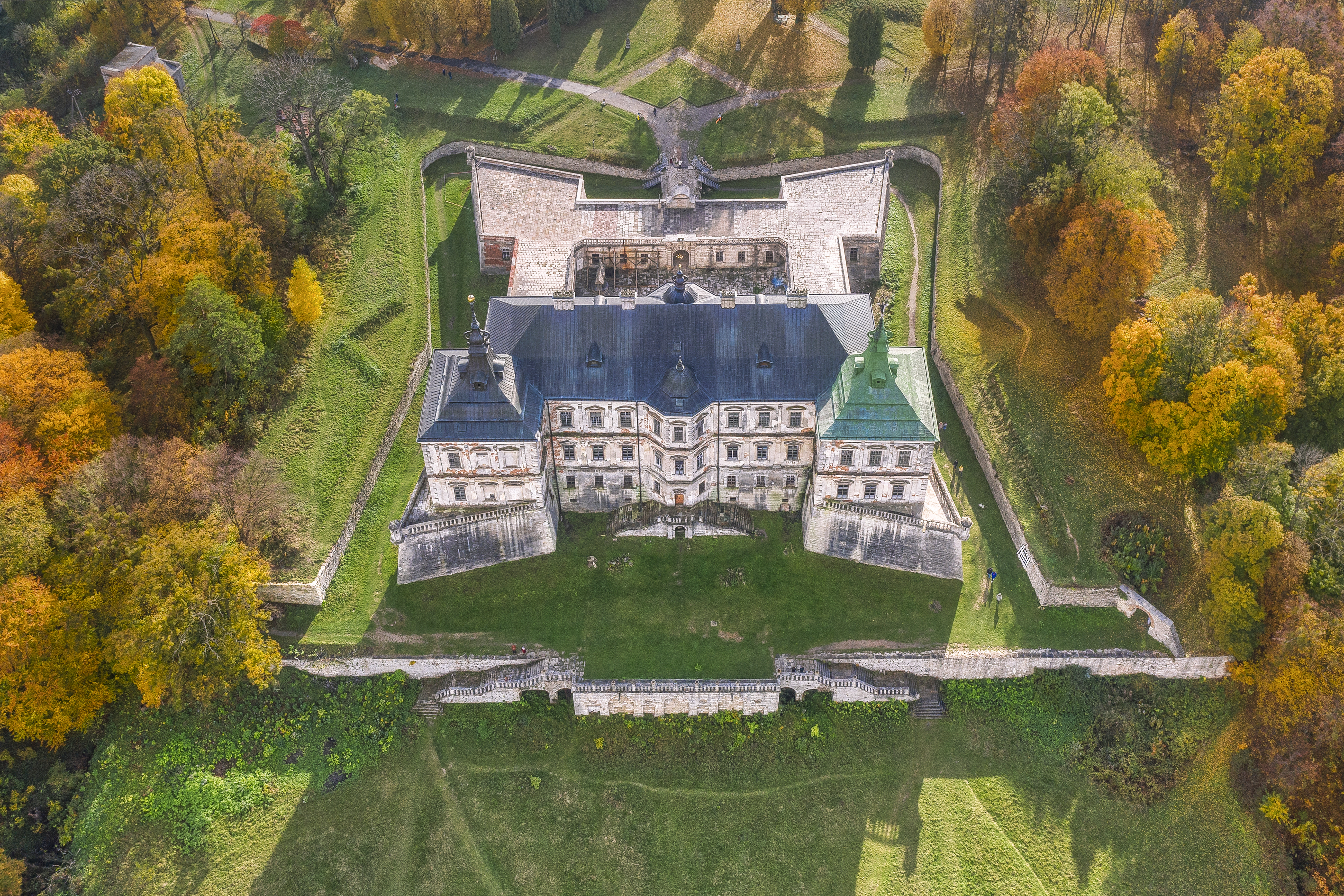
Pałac w Podhorcach

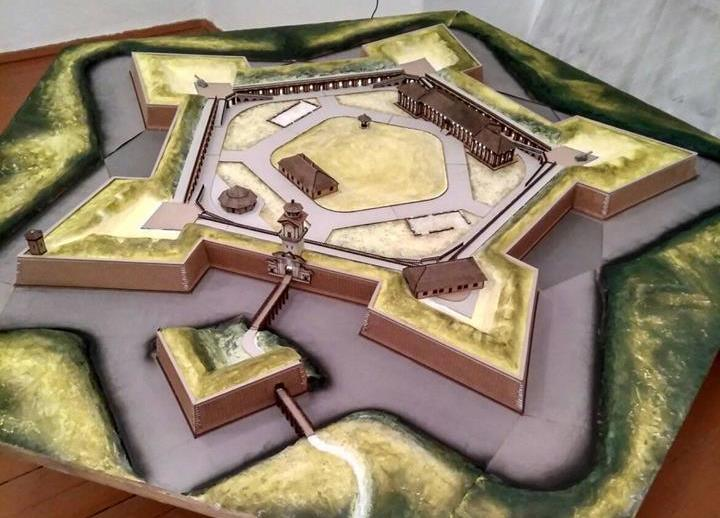
Zamek w Brodach - makieta

Andrea dell’Aqua, del Aqua,  pol. Andrzej dell’Aqua (ur. 1584, zm. 1656) – architekt i budowniczy pochodzenia weneckiego, działający w XVII wieku w Polsce. Zasłynął również jako inżynier wojskowy i artylerzysta.

## Życiorys
Do Polski przybył około 1608. Pracował jako inżynier na dworze podczaszego koronnego Adama Hieronima Sieniawskiego (m.in. w Brzeżanach do 1613), Wasyla Konstantego Ostrogskiego, wojewody kijowskiego, później był architektem nadwornym Tomasza Zamoyskiego.
Około 1618 zaczął uczyć się języka polskiego, który dobrze opanował, mógł pisać po polsku.
Dokończył budowę fortyfikacji Zamościa rozpoczętą przez Bernardo Morando. W latach 20. z tytułem królewskiego architekta wojennego i inżyniera Jego Królewskiej Mości kierował założoną w 1622 przez Zygmunta III Wazę szkołą puszkarską (artyleryjską). Projektował też utworzenie szkoły fortyfikacji. 
W 1623 roku Mikołaj Wolski wzmiankował o jego podróży w związku z budowanymi przez Jerzego Zbaraskiego fortyfikacjami na zamku w Pilicy. 
W latach 30. był związany z hetmanem Stanisławem Koniecpolskim. W latach 1630–1635 kierował pracami fortyfikacyjnymi przy budowie jego zamku w Brodach według projektu Wilhelma Beauplana. Był prawdopodobnie budowniczym pałacu Koniecpolskiego w Podhorcach i projektantem kościoła pod wezwaniem św. Trójcy w Koniecpolu, a także brał udział w budowie pałacu Koniecpolskich w Warszawie. Pracował też dla księcia Władysława Zasławskiego. 
Pracował przy fortyfikacjach w Raszkowie. 
W 1635 sejm nadał mu indygenat szlachecki. Dell'Aqua biegle mówił i pisał po polsku.

### Publikacje
- W 1623 wydał broszurę O zgromadzeniu i szkole puszkarzów.
- W dwóch rękopisach datowanych na 1635 i 1636 rok przedstawił obszerne opracowanie pod tytułem Praxis ręczna o działach, w którym zajął się artylerią, fortyfikacjami, sposobami obrony i zdobywania fortec. Dzieło to jest podstawowym źródłem do poznania poziomu wiedzy artyleryjskiej w ówczesnej Polsce.